# Silinka Vallis
La Silinka Vallis è una struttura geologica della superficie di Marte.